# 독서교육종합지원시스템
독서교육종합지원시스템은 대한민국 교육부에서 각 학생들이 독서이력과 그 독후활동 내용을 체계화하는 데 도움을 주기 위해 만든 독후활동 포털 사이트로, 독후감상문, 편지, 감상화, 일기 등의 각종 양식으로 독후활동 업로드가 가능하다.

## 역사
- 에듀팟에서 독후활동자료가 이관되었다.
- 각 시·도교육청별 시스템 구축으로 중앙시스템이 폐지되었다.
- 최근 개편으로 사이트 디자인 및 기능이 향상되었고  이전에는 트라이던트 기반 인터넷 익스플로러만 지원하였으나, 멀티 브라우저를 지원한다.

## 같이 보기
- 나이스
- 에듀팟